# Cloud (danseur)
 (mai 2013).
Si vous disposez d'ouvrages ou d'articles de référence ou si vous connaissez des sites web de qualité traitant du thème abordé ici, merci de compléter l'article en donnant les références utiles à sa vérifiabilité et en les liant à la section « Notes et références ».
Pour les articles homonymes, voir Cloud.
Daniel « Cloud » Campos (né le 6 mai 1983) est un danseur, chorégraphe et occasionnellement un acteur américano-philippin qui a grandi en Floride. Il a commencé à faire du breakdance à l'âge de 11 ans. Il a dansé pour Madonna, est apparu dans un clip de Shakira ainsi que dans le film Step Up 3. Il a aussi réalisé le clip This Gospel du groupe Panic! at the Disco et apparait aussi dans le clip Stay the Night de Zedd.
Il a de plus réalisé des courts métrages : The Music Box ou Welcome Home que l'on peut retrouver sur sa chaine Youtube.